# Echinodorus

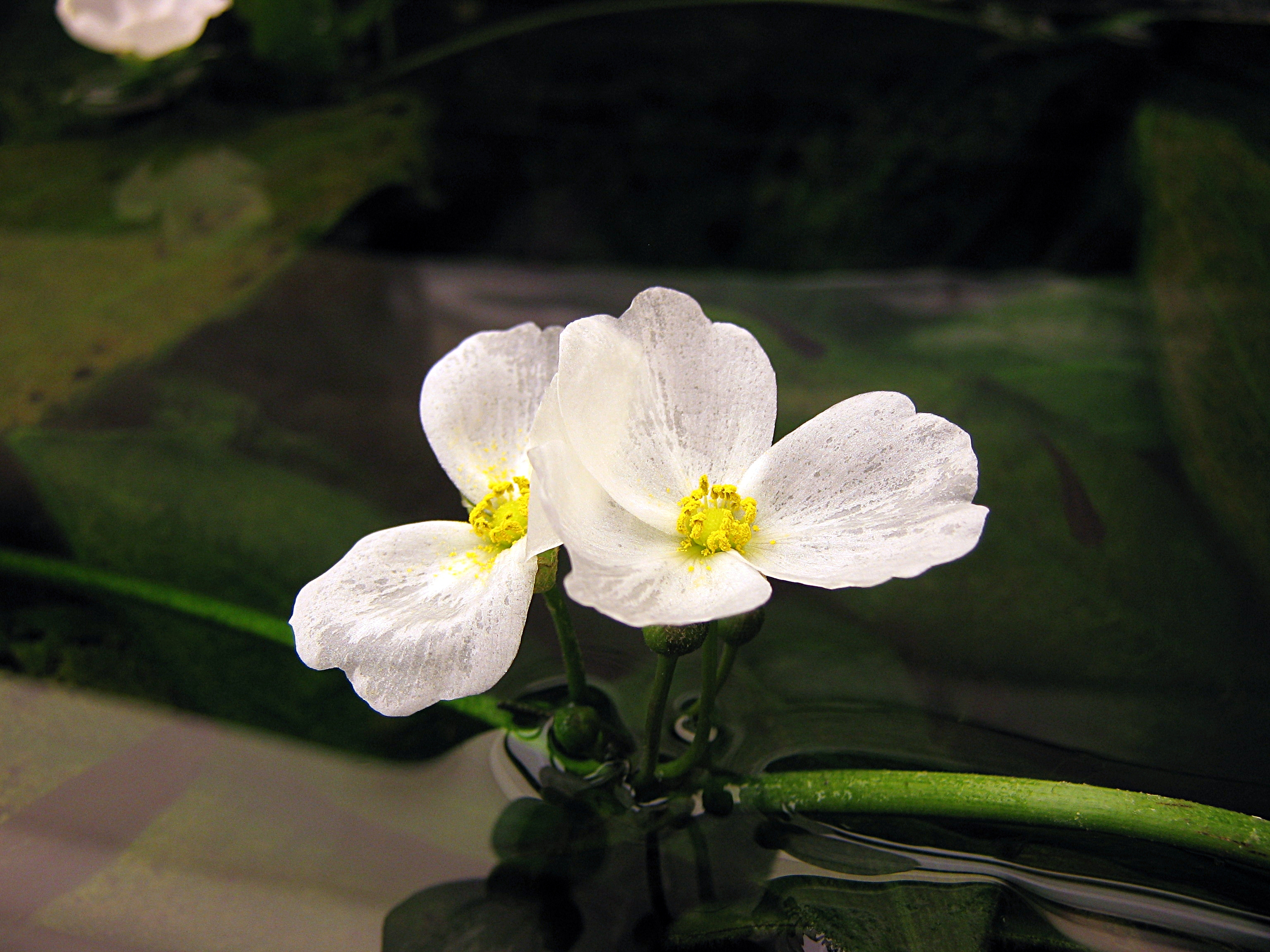
Kwiatostan Echinodorus floribundus

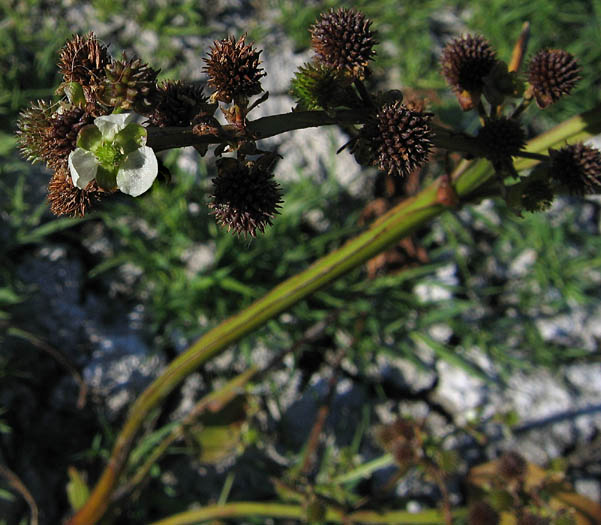
Owoce Echinodorus berteroi

Echinodorus Rich. – rodzaj jednorocznych lub wieloletnich, błotnopączkowych roślin słodkowodnych z rodziny żabieńcowatych (Alismataceae), obejmujący 29 gatunków występujących w Ameryce, od północnych Stanów Zjednoczonych przez Meksyk do Argentyny, Brazylii, Chile i Urugwaju.
Nazwa naukowa rodzaju pochodzi od greckich słów εχίνο (echino – jeż morski) i δώρος (doros – prezent, skórzana butelka) i odnosi się do zalążni, które u niektórych gatunków "uzbrojone" są w szyjki słupków, które pozostają po przekwitnięciu kwiatu, tworząc kolczastą główkę owocu.

## Morfologia
LiścieLiście wynurzone lub pływające po powierzchni wody, ogonkowe, rzadziej podwodne i siedzące. Ogonki liściowe trójkątne, rzadziej cylindryczne i zwężające się. Blaszki liściowe równowąskie do lancetowatych i jajowatych, o nasadzie wąsko zwężającej się lub sercowatej, całobrzegie lub faliste, wierzchołkowo ostre do tępych, niekiedy z półprzezroczystymi plamkami lub liniami.
KwiatyKwiaty zebrane w grono lub wiechę złożoną, rzadziej w baldach, położone w 1–18 okółkach. Kwiatostany wzniesione lub zwisające, wynurzone. Podsadki grube, tępe lub ostre. Kwiaty obupłciowe, siedzące lub szypułkowe. Przysadki okrywające szypułkę szydłowate do lancetowatych, tępe lub ostre. Dno kwiatowe wypukłe. Działki kielicha zielne do skórzastych. Płatki korony białe, całobrzegie. Kwiaty złożone z 9–25 pręcików i 20–250 słupków położonych w spirali. Nitki pręcików równowąskie, nagie. Zalążnie jednozalążkowe, szyjki słupków wierzchołkowe lub boczne.
OwocePulchne, podłużnie żeberkowane, czasem spłaszczone, często gruczołowate niełupki.

## Systematyka
Systematyka według Angiosperm Phylogeny Website (aktualizowany system APG III z 2009)Należy do rodziny żabieńcowatych (Alismataceae) w obrębie rzędu żabieńcowców (Alismatales) należącego do kladu jednoliściennych.
Gatunki
| - Echinodorus berteroi (Spreng.) Fassett - Echinodorus bracteatus Micheli - Echinodorus cordifolius (L.) Griseb. - Echinodorus cylindricus Rataj - Echinodorus decumbens Kasselm. - Echinodorus emersus Lehtonen - Echinodorus floribundus (Seub.) Seub. - Echinodorus gabrielii Rataj - Echinodorus glandulosus Rataj - Echinodorus glaucus Rataj - Echinodorus grandiflorus (Cham. & Schltdl.) Micheli - Echinodorus grisebachii Small - Echinodorus heikobleheri Rataj - Echinodorus horizontalis Rataj - Echinodorus inpai Rataj | - Echinodorus lanceolatus Rataj - Echinodorus longipetalus Micheli - Echinodorus longiscapus Arechav. - Echinodorus macrophyllus (Kunth) Micheli - Echinodorus major (Micheli) Rataj - Echinodorus palifolius (Nees & Mart.) J.F.Macbr. - Echinodorus paniculatus Micheli - Echinodorus pubescens (Mart. ex Schult.f.) Seub. ex Warm. - Echinodorus reptilis Lehtonen - Echinodorus scaber Rataj - Echinodorus subalatus (Mart. ex Schult.f.) Griseb. - Echinodorus trialatus Fassett - Echinodorus tunicatus Small - Echinodorus uruguayensis Arechav. |

## Zagrożenie i ochrona
W Czerwonej księdze gatunków zagrożonych ujęty został, jako ekwadorski endemit, gatunek Echinodorus eglandulosus. Obecnie gatunek ten uznany został za synonim rozpowszechnionego w Ameryce Południowej Echinodorus grisebachii.

## Zastosowanie
Rośliny z rodzaju Echinodorus są uprawiane jako rośliny akwariowe lub rośliny ozdobne do oczek wodnych i stawów. W akwariach najczęściej uprawianymi gatunkami są Echinodorus grandiflorus, E. longiscapus, E. macrophyllus, E. scaber, E. subulatus i E. uruguayensis, a także różne kultywary. Wymagania odnośnie do temperatury, twardości i innych parametrów wody zależą od gatunku rośliny.